# Rebecca Long-Bailey

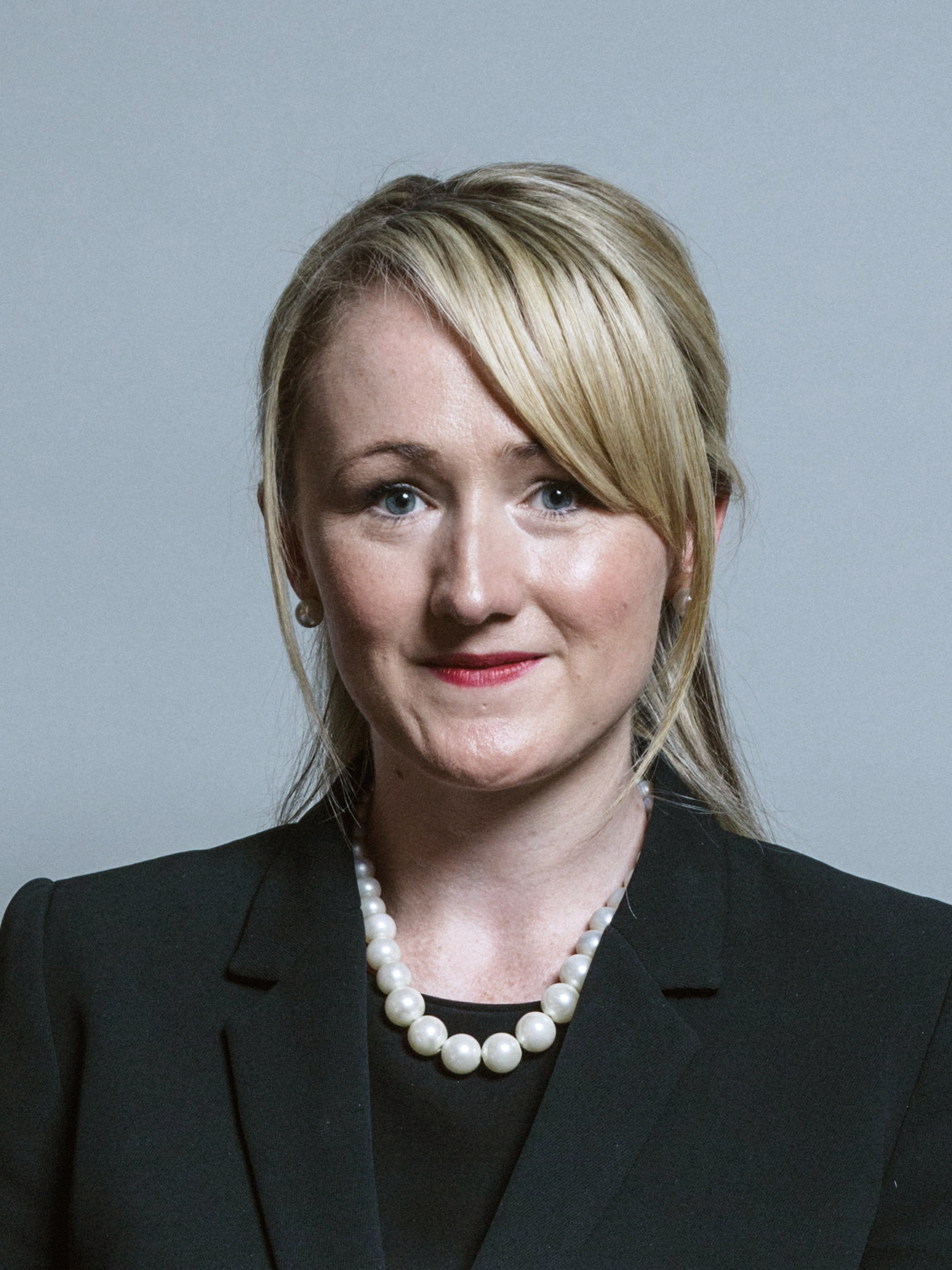
Rebecca Long-Bailey, 2017.

Rebecca Roseanne Long-Bailey (Trafford - Greater Manchester, 22 september 1979) - geboren Rebecca Roseanne Long - is een Brits jurist en politicus. Sinds 2015 is ze namens de Labour Party lid van het Lagerhuis voor het kiesdistrict Salford en Eccles. In het schaduwkabinet van Jeremy Corbyn had ze de portefeuille economische zaken en energie. In het schaduwkabinet van Corbyns opvolger Keir Starmer bekleedde ze in 2020 enkele maanden de post onderwijs. 
Long-Bailey wordt gerekend tot de linkervleugel van de Labour Party. Ze kwam hierdoor enkele keren in aanvaring met de fractieleiding. Op 23 juli 2024 werd ze voor zes maanden geschorst als lid van de Labourfractie.

## Biografie
Rebecca Long is de dochter van een dokwerker en vakbondsactivist uit Salford. Haar ouders kwamen uit Ierland.
Als jurist was ze gespecialiseerd in zaken die te maken hadden met gezondheidszorg en de National Health Service. Zij was op lokaal en regionaal niveau actief binnen de Labour Party en werd bij de Lagerhuisverkiezingen van 2015 gekozen als parlementslid voor het kiesdistrict Salford en Eccles (Greater Manchester). Bij de Lagerhuisverkiezingen van 2017, 2019 en 2024 werd ze herkozen.
Bij de verkiezing van een nieuwe partijleider in 2015 steunde Long-Bailey de kandidatuur van Jeremy Corbyn. Na zijn overwinning benoemde Corbyn haar in zijn schaduwregering als schaduw-staatssecretaris voor financiën en in het dagelijks bestuur van de Labour Party. In 2017 werd ze schaduw-minister voor economische zaken en energie. In die functie pleitte zij voor een 'groene industriële revolutie' om het hoofd te bieden aan zowel klimaatverandering als sociale ongelijkheid.
Long-Bailey wordt gerekend tot de linkervleugel van de Labour Party en steunde het beleid van Jeremy Corbyn. Na de voor Labour zeer slecht verlopen Lagerhuisverkiezingen van 2019 kondigde Corbyn aan op termijn af te zullen treden als partijleider. Long-Bailey werd gezien als een van de belangrijkste kanshebbers om hem op te volgen en stelde zich kandidaat. Uiteindelijk verloor ze in april 2020 in de laatste ronde van de leiderschapsverkiezingen van Keir Starmer. 
Starmer gaf Long-Bailey in zijn schaduwkabinet de portefeuille onderwijs. Op 25 juni 2020 ontsloeg Starmer haar als schaduwminister omdat zij zich op Twitter positief had uitgelaten over een interview met de actrice Maxine Peake, die in zijn visie een antisemitische samenzweringstheorie naar voren bracht. Long-Bailey gaf aan dat het niet haar bedoeling was geweest de volledige inhoud van het  interview te ondersteunen.
Labour won de Lagerhuisverkiezingen van 4 juli 2024 en Starmer vormde een regering. Op 23 juli 2024 werd Long-Bailey met zes fractiegenoten een half jaar lang geschorst als lid van de Labourfractie, omdat ze in strijd met het regeringsstandpunt vóór verruiming van kinderbijslag had gestemd.